# Figshare
Figshare ist ein kommerzieller internetbasierter Datenspeicherdienst, in dem Wissenschaftler vollständige Forschungsergebnisse, aber auch einzelne Datensätze, Grafiken, Abbildungen, Präsentationen, Poster und Videos veröffentlichen können. 
Im Gegensatz zu klassischen wissenschaftlichen Publikationen können damit nicht nur gefilterte und bearbeitete Daten, sondern auch die zugrundeliegenden Originaldaten für andere Forscher öffentlich gemacht werden. Insbesondere ist die Publikation negativer Ergebnisse möglich, was eine Maßnahme gegen den Publikationsbias und ein Element von Open Science darstellt. 
Die Veröffentlichungen erhalten einen DOI, so dass sie zitierbar sind. Es gibt eine Integration von ORCID. Alle Inhalte können unter eine Creative-Commons-Lizenz gestellt werden.
Hinter Figshare stand ursprünglich das Verlagshaus Macmillan Publishers, heute gehört der Dienst zur Nature Publishing Group, die zur Verlagsgruppe Springer Nature gehört. 
Alternativen zu Figshare sind Zenodo, ein vom CERN betriebener Online-Speicherdienst, das Datenrepositorium GitHub, das nicht nur von Softwareentwicklern, sondern auch allgemein zum Speichern und Weitergeben von Daten, also auch für Forschungsdaten und Veröffentlichungen, genutzt werden kann, aber auch fachlich spezialisierte Dienste wie Bioshare.org oder wissenschaftliche Soziale Netzwerke wie Academia.edu, ResearchGate sowie alle weiteren Open-Access-Repositorien.